# Podence
Podence é uma povoação portuguesa do Município de Macedo de Cavaleiros que foi sede da extinta Freguesia de Podence, freguesia que tinha 14,33 km² de área e 250 habitantes (2011), e, por isso, uma densidade populacional de 17,4 hab./km².
A Freguesia de Podence foi extinta (agregada) pela reorganização administrativa de 2012/2013, sendo o seu território integrado na então criada União de Freguesias de Podence e Santa Combinha.
Antigamente chamada Nossa Senhora da Purificação, pertenceu ao concelho de Bragança em 1832, ao de Izeda em 1852 e, a partir de 1878, ao concelho (atual município) de Macedo de Cavaleiros.
A Freguesia de Podence englobava a localidade de Azibeiro.

## População
| População da freguesia de Podence | População da freguesia de Podence | População da freguesia de Podence | População da freguesia de Podence | População da freguesia de Podence | População da freguesia de Podence | População da freguesia de Podence | População da freguesia de Podence | População da freguesia de Podence | População da freguesia de Podence | População da freguesia de Podence | População da freguesia de Podence | População da freguesia de Podence | População da freguesia de Podence | População da freguesia de Podence |
| --------------------------------- | --------------------------------- | --------------------------------- | --------------------------------- | --------------------------------- | --------------------------------- | --------------------------------- | --------------------------------- | --------------------------------- | --------------------------------- | --------------------------------- | --------------------------------- | --------------------------------- | --------------------------------- | --------------------------------- |
| 1864                              | 1878                              | 1890                              | 1900                              | 1911                              | 1920                              | 1930                              | 1940                              | 1950                              | 1960                              | 1970                              | 1981                              | 1991                              | 2001                              | 2011                              |
| 507                               | 526                               | 592                               | 337                               | 576                               | 505                               | 478                               | 523                               | 598                               | 580                               | 550                               | 424                               | 394                               | 357                               | 250                               |

## Património
- Igreja de Nossa Senhora da Purificação de Podence - Imóvel de interesse píblico.
- Casa do Careto

## Tradições
- Entrudo Chocalheiro: Por alturas do Carnaval, os Caretos de Podence, figuras tradicionais da aldeia, saem às ruas durante a festa dos rapazes em Fevereiro.